# Sadło
Sadło – tłuszcz trzewiowy świni, gromadzący się w otokach w okolicach przynerkowych. Sadło ma szerokie zastosowanie w kuchni. Wytopiony z sadła tłuszcz nazywany jest smalcem.